# Академія мистецтв СРСР
Акаде́мія мисте́цтв СРСР — вища наукова установа, що об'єднує найвидатніших діячів образотворчого мистецтва і готує художників.

## Передісторія
Заснована 1757 у Петербурзі як науковий і навчальний заклад. Див. Петербурзька академія мистецтв.
У 1918 імператорську академію мистецтв скасовано і створено інші навчальні заклади.
1933 у Ленінграді організовано Всеросійську академію мистецтв, яка мала функції переважно навчальної установи.
В 1947 академію мистецтв перетворено у вищу наукову установу — Академію мистецтв СРСР (знаходиться у Москві).

## Склад і структура
В її складі 45 дійсних членів та 65 членів-кореспондентів.
Президент — Б. В. Йогансон (з 1958).
Дійсними членами академії мистецтв СРСР були українські художники В. І. Касіян, О. О. Шовкуненко, С. О. Григор'єв, М. М. Божій та інші.